# XVe gouvernement constitutionnel de Sao Tomé-et-Principe
République démocratique de Sao Tomé-et-Principe
XIVe XVIe
Le XVe gouvernement constitutionnel de Sao Tomé-et-Principe (en portugais : XV Governo Constitucional de São Tomé e Príncipe) est le quinzième gouvernement de Sao Tomé-et-Principe. Il est établi du 12 décembre 2012 au 24 novembre 2014, sous le Premier ministre Gabriel Costa et le Président de la République Manuel Pinto da Costa, pour qui il s'agit de son deuxième gouvernement depuis sa réélection en 2011.

## Contexte
Sa création fait suite à une motion de censure du gouvernement déclenché par le Parlement. Il est composé de personnes en grande partie jeunes, et le ministre de la Défense et de l'Ordre interne Óscar Sousa est le seul à avoir déjà fait l'expérience gouvernementale. Il s'agit du second gouvernement présidé par Costa (membre du parti présidentiel Mouvement pour la libération de Sao Tomé-et-Principe – Parti social-démocrate), le premier ayant duré six mois de mars à octobre 2002. Le parti d'opposition, anciennement à la tête du pays, annonce ne pas reconnaître la légalité du nouveau gouvernement.

## Composition initiale

### Premier ministre
- Premier ministre : Gabriel Costa

### Ministres
| Poste                                                                                              | Titulaire                            |
| -------------------------------------------------------------------------------------------------- | ------------------------------------ |
| Ministre des Affaires étrangères et des Communautés                                                | Natália Pedro da Costa Umbelina Neto |
| Ministre de la Défense et de l'Ordre interne                                                       | Óscar Sousa                          |
| Ministre de la Justice, de l'Administration publique et des Affaires parlementaires                | Edite Ten Juá                        |
| Ministre des Finances                                                                              | Hélio Almeida                        |
| Ministre de l'Agriculture, de la Mer et du Développement rural                                     | António Álvaro de Graça Dias         |
| Ministre des Travaux publics, des Infrastructures, des Ressources naturelles et de l'Environnement | Osvaldo Abreu                        |
| Ministre de l'Éducation et de la Culture                                                           | Jorge Bom Jesus                      |
| Ministre de la Jeunesse et des Sports                                                              | Danilson Alcántara Fernandes Cotú    |
| Ministre de la Santé et des Affaires sociales                                                      | Leonel Pontes                        |
| Ministre du Commerce et de l'Industrie                                                             | Demóstenes Pires dos Santos          |

### Secrétaire d'État
| Poste                                                            | Titulaire     |
| ---------------------------------------------------------------- | ------------- |
| Secrétaire d'État du Premier ministre à la Communication sociale | Adelino Lucas |

## Évolution de la composition du gouvernement
Le 2 janvier 2014, soit quelques jours après l'annonce d'un remaniement du gouvernement, le ministre de la Santé et des Affaires sociales Leonel Pontes démissionne, mis en cause dans une affaire de détournement et d'abus de fonds publics et à destination de Taïwan.
Par décret du Président, Maria Tomé de Araujo est nommée à sa succession le 29 janvier. Dans ce remaniement, Osvaldo Abreu est démis de sa fonction de ministre des Travaux publics, des Infrastructures, des Ressources naturelles et de l'Environnement et est remplacé par celui qui était jusqu'alors directeur général de l'Agence nationale du pétrole (Agência nacional de petróleo), Fernando da Silva Maquengo de Freitas. José Maria da Fonseca est également nommée secrétaire d'État aux Infrastructures et à l'Environnement. Le nom du Ministère du Commerce et de l'Industrie est modifié en Ministère du Tourisme, du Commerce et de l'Industrie, sans changement de son ministre.

## Composition finale

### Premier ministre
- Premier ministre : Gabriel Costa

### Ministres
| Poste                                                                                              | Titulaire                             |
| -------------------------------------------------------------------------------------------------- | ------------------------------------- |
| Ministre des Affaires étrangères et des Communautés                                                | Natália Pedro da Costa Umbelina Neto  |
| Ministre de la Défense et de l'Ordre interne                                                       | Óscar Sousa                           |
| Ministre de la Justice, de l'Administration publique et des Affaires parlementaires                | Edite Ten Juá                         |
| Ministre de la Finance                                                                             | Hélio Silva Vaz d'Almeida             |
| Ministre de l'Agriculture, de la Mer et du Développement rural                                     | António Álvaro de Graça Dias          |
| Ministre des Travaux publics, des Infrastructures, des Ressources naturelles et de l'Environnement | Fernando da Silva Maquengo de Freitas |
| Ministre de l'Éducation et de la Culture                                                           | Jorge Lopes Bom Jesus                 |
| Ministre de la Jeunesse et des Sports                                                              | Danilson Alcántara Fernandes Cotú     |
| Ministre de la Santé et des Affaires sociales                                                      | Maria Tomé de Araujo                  |
| Ministre du Tourisme, du Commerce et de l'Industrie                                                | Demóstenes Pires dos Santos           |

### Secrétaires d'États
| Poste                                                            | Titulaire             |
| ---------------------------------------------------------------- | --------------------- |
| Secrétaire d'État du Premier ministre à la Communication sociale | Adelino Lucas         |
| Secrétaire d'État aux Infrastructures et à l'Environnement       | José Maria da Fonseca |